# Polydesmus klisurensis
Polydesmus klisurensis är en mångfotingart som beskrevs av Karl Wilhelm Verhoeff 1903. Polydesmus klisurensis ingår i släktet Polydesmus och familjen plattdubbelfotingar. Inga underarter finns listade i Catalogue of Life.